# Татібана Досецу
Татібана Досецу (яп. 立花 道雪; 22 квітня 1513 — 2 листопада 1585) — японський самурайський військовик, даймьо періоду Сенгоку. Голова роду Татібана. У своєму житті брав участь в 37 битвах, його було неодноразово поранено. Після одного з поранень він залишився наполовину паралізований, але продовжував брати участь в битвах і кампаніях, за свій лютий характер було прозвано Оні Досецу — «Демон Досецу».

## Життєпис
Татібана Досецу — більш відоме ім'я Хецугі Акіцура. Інше читання імені цього роду Хеккі або Беккі. Акіцура довгий час служив роду Отомо, даймьо з провінції Бунго, борючись з родиною Оути, противниками Отомо на північному заході о. Кюсю. У 1560-х роках Акіцура опанував замком роду Татібана, що повстав проти Отомо, і взяв собі його прізвище. Приблизно в цей же час він прийняв чернецтво і взяв собі ім'я Досецу, тобто «Снігова дорога».
Володіння Досецу розташовувалися в провінції Тікудзен, на кордоні земель Морі, Отомо і Сімадзу, на північний схід від сучасного м. Фукуока. Досецу довгий час воював на боці Отомо і вважався одним з наймудрішихрадників дайьое Отомо Сорін. Проте після поразк, армії Отомо у 1578 році у битві при Мімігава, між Досецу і Сорін назрів конфлікт внаслідок поширення християнства у володіннях Отомо. Татібана Досецу написав «відкритого листа» найбільш значущим васалам Отомо, в якому піддав різкій критиці поширення християнства в землях Отомо. У своєму листі він звинувачував Сорін, що його політика відвернула самураїв Бунго «молитися богам і Будді, стояти на захисті віри і чесноти, і слідувати шляху лука і стріл». Замість цього, згідно Досецу, те, що відбувалося в Бунго, було нечувано з незапам'ятних часів: «Молоді і старі, чоловіки і дружини звернені в послідовники чогось, подібного індійської секти; храми і святилища зруйновані; облики Будди і богів втоплені в річках або спалені».
Незважаючи на це, Досецу залишався вірним Отомо, чого не можна було сказати про багатьох інших його васалів, які шукали покровительства або Сімадзу, або Рюдзодзі. З часом криза минула, і у 1584 році Отомо Сорін навіть зміг зібрати армію, щоб підпорядкувати собі Рюдзодзі Масаіе, спадкоємця недавно загиблого Рюдзодзі Таканобу . Армією командував Татібана Досецу, проте у 1585 році загинув при штурмі фортеці Неко. Армія Отомо відступила в Бунго, і незабаром правлінню Отомо Сорін прийшов кінець.

## Родина
У Досецу не було синів, тому він заповів свої володіння дочки, Татібана Гінтійо. У той же час, він усиновив Сенкумару, сина Такахасі Сігетане, іншого васала Отомо. Сенкумару згодом одружився з Гінітійо і став головою роду Татібана під ім'ям Мунесіґе.